# Встречайте: скруллы
«Встречайте: скруллы» (англ. Meet the Skrulls; позже переименованная в Secret Invasion: Meet the Skrulls) — ограниченная серия комиксов, которую в 2019 году издавала компания Marvel Comics.

## Синопсис
Уорнеры — скруллы, поселившиеся на Земле под прикрытием для подготовки вторжения своего народа.

### Выпуски
| № | Дата выхода    | Оценка на Comic Book Roundup    |
| - | -------------- | ------------------------------- |
| 1 | 6 марта 2019   | 8,6 из 10 на основе 14 рецензий |
| 2 | 20 марта 2019  | 8,8 из 10 на основе 8 рецензий  |
| 3 | 17 апреля 2019 | 9,1 из 10 на основе 4 рецензий  |
| 4 | 1 мая 2019     | 9,1 из 10 на основе 5 рецензий  |
| 5 | 5 июня 2019    | 9 из 10 на основе 7 рецензий    |

### Сборники
| Название         | Тип            | Дата выхода     | Собранный материал    | Кол-во страниц | ISBN                           |
| ---------------- | -------------- | --------------- | --------------------- | -------------- | ------------------------------ |
| Meet the Skrulls | Мягкая обложка | 21 августа 2019 | Meet the Skrulls #1-5 | 112            | 978-1-302-91713-5, 13029-17137 |

## Реакция

### Отзывы критиков
На сайте Comic Book Roundup серия имеет оценку 8,9 из 10 на основе 38 рецензий. Сэм Стоун из Comic Book Resources рассматривал первый выпуск и остался доволен им, похвалив сценарий и художника. Мэтью Агилар из ComicBook.com, обозревая дебют, написал, что это не то, чего он ожидал, но при этом не был критичен к комиксу. Денис Варков из «Канобу» назвал рисунки Нико Анришона «потрясающими» и написал, что для него это лучший комикс Marvel за 2019 год. Лиам Макгуйар из Screen Rant включил Meet the Skrulls в топ лучших мини-серий Marvel 2019 года.

### Продажи
Ниже представлен график продаж комикса за первый месяц выпуска на территории Северной Америки.